# Ronnie Peterson
Ronnie Peterson (ur. 14 lutego 1944 w Örebro, zm. 11 września 1978 w Mediolanie) – szwedzki kierowca wyścigowy.

## Życiorys
Jego pierwszym sukcesem było wygranie w 1969 roku wyścigu Formuły 3 towarzyszącego Grand Prix Monako. W 1970 roku zadebiutował w Formule 1 w zespole March. Odbył w sumie 123 starty w wyścigach Grand Prix, zwyciężając 10 razy, zdobywając 206 punktów, 26 razy stawał na podium, 14 razy zdobywał pole position oraz 9 razy zanotował najszybsze okrążenie. Jako jeden z nielicznych rywalizował z Jackiem Stewartem. W 1973 roku wygrał swoje pierwsze wyścigi i ustanowił rekord 9 pole position w jednym sezonie. W 1978 roku wystartował w barwach Lotusa u boku Mario Andrettiego.
Ronnie Peterson zmarł w poniedziałek rano 11 września 1978 w klinice Niguarda w Mediolanie. Przyczyną śmierci był zator naczyń krwionośnych mózgu, spowodowanego złamaniem nogi podczas wypadku w Grand Prix Włoch. Zaraz po starcie jego bolid brał udział w karambolu (uczestnicy karambolu: James Hunt – który uderzył w bolid Petersona, Riccardo Patrese, Vittorio Brambilla, Hans-Joachim Stuck, Patrick Depailler, Didier Pironi, Derek Daly, Clay Regazzoni i Brett Lunger). Bolid Petersona uderzył w bandę i zapalił się. Hunt, Regazzoni i Depailler uwolnili Petersona z wraku i ułożyli go na środku toru, zanim zdążył ulec poważniejszym poparzeniom. Peterson doznał poważnych obrażeń nóg (później Hunt wyznał, że powstrzymywał Petersona przed patrzeniem na nogi, by oszczędzić mu stresu). Co skandaliczne, służby medyczne zostały wysłane do wypadku po 20 minutach. Mimo wszystko, nie wyglądało na to, by życie Petersona było zagrożone. Ranni kierowcy zostali odtransportowani do szpitala w Mediolanie i po uporządkowaniu toru wyścig został wznowiony (dla kierowców, którzy mieli nieuszkodzone bądź zapasowe bolidy). W szpitalu prześwietlenie rentgenowskie wykazało u Petersona 17 odłamków kości w prawej i 3 odłamki w lewej nodze. Lekarze, po konsultacji z samym Petersonem, zdecydowali się na operację, mającą na celu ustabilizowanie odłamków. W nocy szpik kostny z odłamków dostał się do krwiobiegu Petersona, co spowodowało stworzenie zatorów w ważnych narządach: płucach, wątrobie i mózgu. Prawdopodobnie udałoby się uratować życie Petersonowi, gdyby otrzymał on należytą opiekę lekarską zaraz po wypadku.
Jego żoną była modelka Barbro Edwardsson. 19 grudnia 1987, niespełna 10 lat po jego śmierci popełniła w paryskim hotelu samobójstwo. Ronnie i Barbro pozostawili po sobie córkę Ninę Louisę ur. 4 listopada 1973.